# Mia X
Mia X, de son vrai nom Mia Young, est une rappeuse et parolière américaine, née le 9 janvier 1968 à La Nouvelle-Orléans.
Elle débute dans le hip-hop dans les années 1980, puis signe chez No Limit Records en 1994. En 1999, elle met un terme à sa carrière de rappeuse.

## Biographie

### Origines et débuts de carrière
Mia Young naît le 9 janvier 1968 à La Nouvelle-Orléans d'un père chauffeur routier et d'une mère conseillère en orientation. Elle grandit dans un ensemble de logements sociaux du quartier Seventh Ward de La Nouvelle-Orléans,,.
Elle dit avoir découvert le hip-hop en 1979 et en être fascinée depuis lors. Elle commence à rapper en 1984 au sein du collectif New York Incorporated, où elle côtoie notamment Mannie Fresh,,.
Elle obtient ensuite un diplôme de la Redeemer High School, puis étudie brièvement au Delgado Community College.
Elle sort son premier disque en 1992. En 1993, elle sort l'EP Da Payback. Ces deux disques sortent sur un label local de La Nouvelle-Orléans et font plusieurs milliers de vente. Mia X accuse par la suite ce label de ne pas lui avoir payé ses droits d'auteur.

### Signature chez No Limit Records
En 1994, Master P, fondateur du label No Limit Records, est à la recherche d'une femme à signer sur son label. Dans cette entreprise, il visite un magasin de disques de La Nouvelle-Orléans dans lequel Mia X est employée, et une collègue de travail de Mia X la lui recommande. Impressionné par ses talents, il la signe sur son label et l'intègre à la composition de son groupe TRU,. Elle est ainsi la première femme à rejoindre le label.
Elle sort son premier album Good Girl Gone Bad en 1995, qui ne rencontre pas un grand succès. Il s'écoule à 200 000 ventes. La même année, une de ses meilleures amies est tuée lors d'un vol, ce qui la marque profondément.
Elle commence à se faire remarquer par le public avec son second album, Unlady Like, sorti en 1997. L'album atteint la 21e place du Billboard 200 et la 11e place du Top R&B/Hip-Hop Albums. Il se vend à plus de 500 000 exemplaires et est certifié disque d'or par la Recordings Industry Association of America. Elle y invite notamment Master P et Foxy Brown,,.
En 1998, elle sort l'album Mama Drama sur le label No Limit Records, sur lequel sont invités Fat Joe, Snoop Dogg et Charlie Wilson. Le premier single de l'album est Whatcha Wanna Do.

### Fin de carrière musicale et vie post-carrière
En 1999, ses deux parents meurent. La mère de Mia X s'étant occupée jusqu'alors de ses enfants, Mia X est contrainte de mettre un terme à sa carrière de rappeuse afin de pouvoir s'occuper d'eux, n'ayant pas les moyens de conjuguer leur éducation à l'emploi du temps qu'elle tenait en tant qu'artiste. Elle cite également le déclin du label No Limit comme une raison de sa retraite. Durant les deux ans qui suivent la mort de ses parents, Mia X perd 14 membres de sa famille.
Néanmoins, elle continue de travailler dans l'industrie musicale en tant que prête-plume. Elle travaille également dans l'immobilier.
En janvier 2016, il lui est diagnostiqué un cancer de l'utérus,.
En juillet 2021, avec Mannie Fresh et Juvenile, elle sort Vax That Thang Up, un morceau promouvant la vaccination contre la Covid-19, réalisé en partenariat avec une application de rencontre en ligne. Il s'agit d'une version remaniée de la chanson Back That Thang Up de Juvenile.

## Style
Son flow est décrit comme « fougueux » par XXL. AllMusic classe son style comme étant du gangsta rap et du rap hardcore. Pour Sylvain Bertot, dans sa musique, Mia X rend la pareille à la misogynie de ses collègues rappeurs « avec la même brutalité ». Ainsi, dans sa chanson Unlady Like, elle inverse les rôles typiques du pimp rap et « prétend tirer profit de la prostitution des hommes ».

### Influences
Elle dit avoir eu envie de devenir rappeuse en écoutant des rappeuses comme Angie Stone du groupe The Sequence et Sha-Rock du groupe Funky Four Plus One. Elle compte également The Lady of Rage parmi ses MC préférés, ainsi que le groupe Salt-N-Pepa, dont elle réinterprète leur chanson I'll Take Your Man sur son album Unlady Like.

## Famille
Mia X a une sœur, Ashley, docteur en médecine interne et génétique moléculaire. Elle a également un fils, Sean, et une fille, Tye, qu'elle a élevés seule avec l'aide de ses parents,.